# Ectropothecium aquaticum
Ectropothecium aquaticum là một loài Rêu trong họ Hypnaceae. Loài này được W.R. Buck mô tả khoa học đầu tiên năm 1984.